# アルレーン・フランシス
アルレーン・フランシス（Arlene Francis、1907年10月20日 - 2001年5月31日）は、アメリカ合衆国の女優、ラジオパーソナリティである。長年レギュラーパネリストを務めた『ホワッツ・マイ・ライン』を始めとして、多くのゲーム番組にパネリストとして出演したことでも知られる。

## 若年期
フランシスは、1907年10月20日にマサチューセッツ州ボストンでアルレーン・フランシス・カザンジアン(Arline Francis Kazanjian)として生まれた。
父のアラム・カザンジアン(Aram Kazanjian)はアルメニア出身で、16歳のときにパリで美術を学んでいたが、1894年から1896年にかけてオスマン帝国政府がアルメニアで行った虐殺（ハミディアン虐殺）で両親を殺された。20世紀初頭にはボストンにスタジオを構え、肖像写真家として活躍した。晩年には画家として活動し、ニューヨークのオークションで販売した。
フランシスが7歳の時、父はニューヨークの方がチャンスがあると判断し、一家でマンハッタンのワシントンハイツのアパートに引っ越した。フランシスは1993年にサンフランシスコの老人ホームに入るまで、ニューヨークに住んでいた。

## キャリア

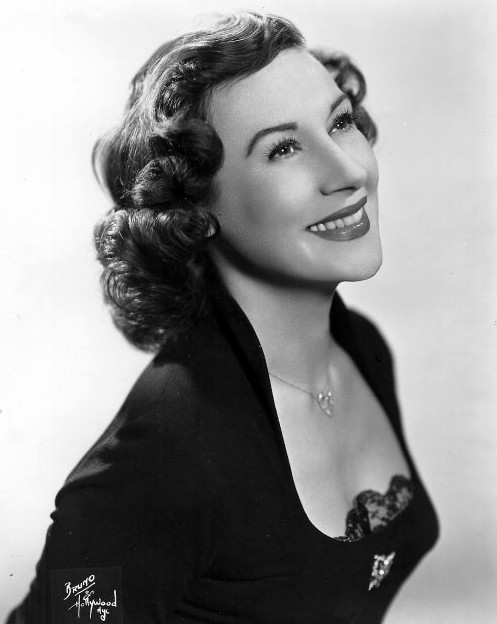
アルレーン・フランシス（1950年頃）

フランシスは、フィンチ・カレッジを卒業した後、ニューヨークを拠点にエンターテイナーとして様々なキャリアを積んだ。舞台女優としても活躍し、地元の劇場やオフ・ブロードウェイの芝居に数多く出演し、1975年までに25本のブロードウェイの芝居に出演した。1932年にユニバーサル社の『モルグ街の殺人』で映画デビューし、1970年代まで散発的に映画に出演した。

### ラジオ
フランシスは、ニューヨークのラジオ番組のパーソナリティとして有名になり、いくつかの番組で司会を務めた。1938年から1949年の放送終了まで、ラジオのゲーム番組『ホワッツ・マイ・ネーム』(What's My Name?)の司会を務めた。この番組には、何人かの男性が共同司会者として登場したが、フランシスはこの番組で唯一の女性司会者だった。
1940年、フランシスは初期のラジオ・ソープオペラ番組である『ベティ・アンド・ボブ』で主役のベティを演じた。
1943年、ラジオのゲーム番組『ブラインド・デート』の司会を始め、1949年から1952年まで放送されたテレビ版でも司会を務めた。1950年代から1960年代にかけて、NBCラジオの『モニター』に定期的に出演し、1960年から1984年までWOR-AMで昼間のチャットショーの司会を務めた。

### テレビ

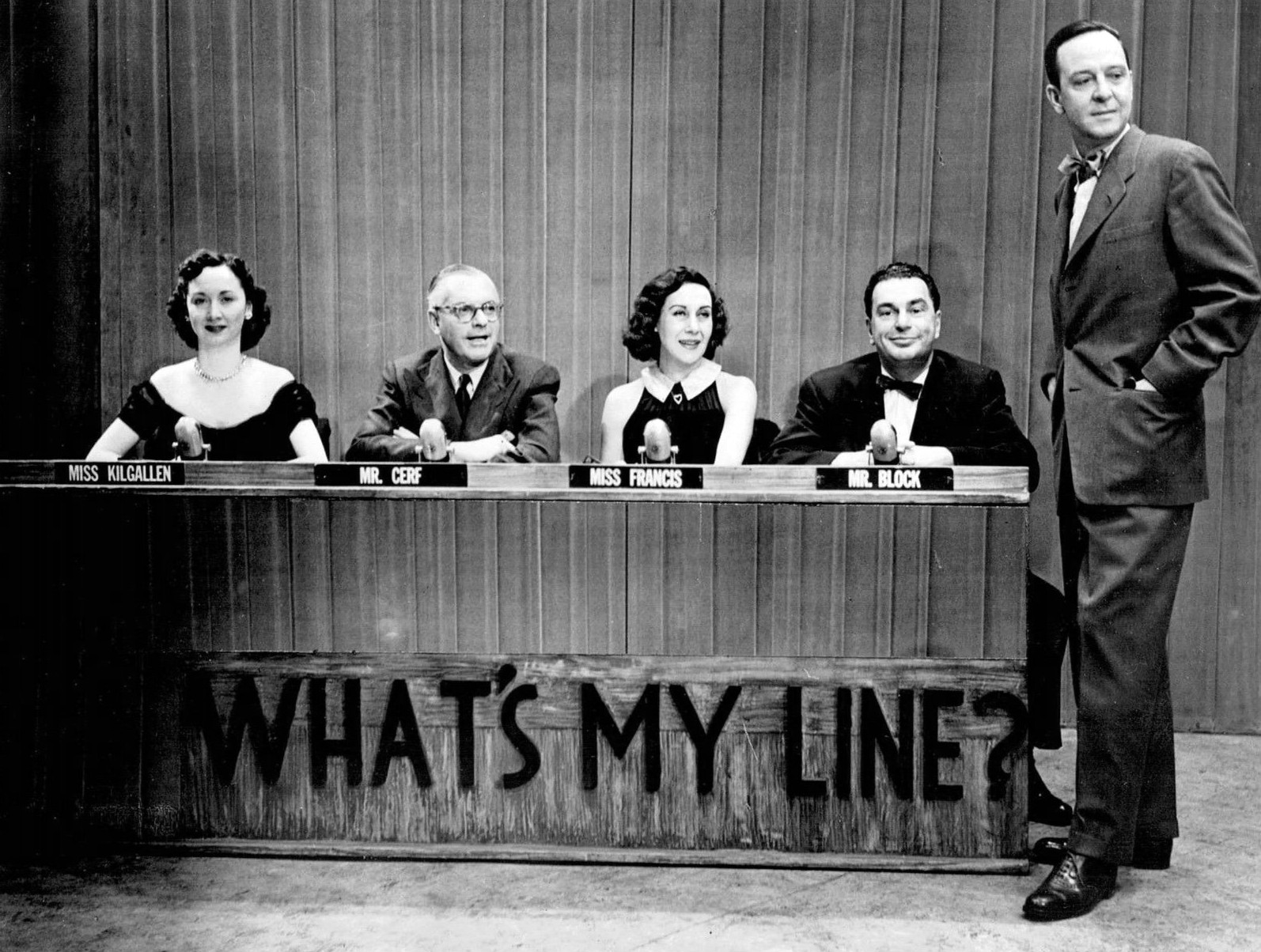
『ホワッツ・マイ・ライン』の1シーン（1952年）。左からドロシー・キルガレン、ベネット・サーフ、アルレーン・フランシス、ハル・ブロック、司会のジョン・デイリー。

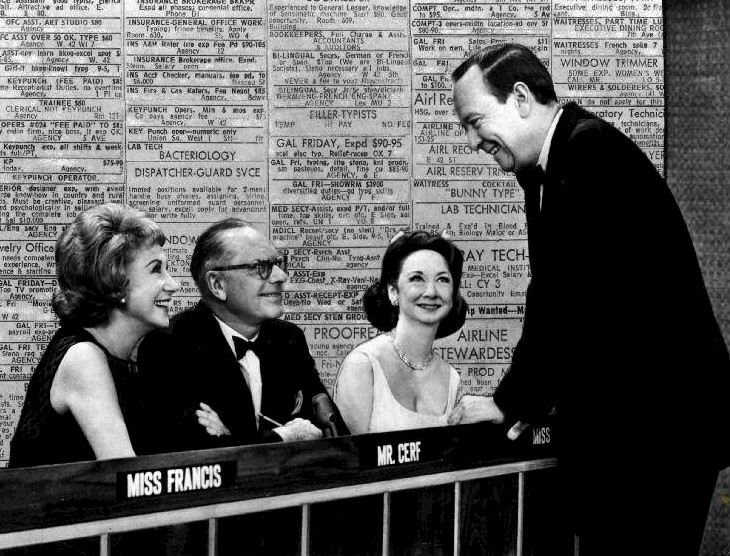
1965年の『ホワッツ・マイ・ライン』にて、左からフランシス、サーフ、キルガレン、デイリー

フランシスは、長年に渡りゲーム番組『ホワッツ・マイ・ライン』のレギュラーパネリストを務めたことでよく知られている。フランシスは1950年のCBSでの通常放送の第2回で初登場し1967年に放送中止になるまで、そして1968年から1975年まで毎日放送された番組販売版に出演していた。この番組は、ゲストの職業（ライン）をパネリストが当てるというもので、司会者とパネリストの都会的な雰囲気が特徴的な、テレビゲーム番組の定番の一つとなった。
フランシスは、『マッチ・ゲーム』、『パスワード』、『トゥー・テル・ザ・トゥルース』などの多くのゲーム番組に出演したほか、マーク・グッドソンとビル・トッドマンが制作した番組『バイ・ポピュラー・デマンド』で、オリジナルの司会者であるロバート・アルダに代わって短期間司会を務めた。
『TVガイド』によると、フランシスは1950年代のゲーム番組のパネリストの中で出演料が最も高額な人物であり、プライムタイム版の『ホワッツ・マイ・ライン』では1回の出演につき1000ドルの出演料を受け取っていた。2番目に出演料が高額なパネリストであるドロシー・キルガレンとフェイ・エマーソンは、1回の出演につき500ドルであった。
フランシスはテレビにおける女性出演者の先駆者であり、音楽番組やドラマ以外の番組で主役を務めた最初の一人である。1954年から1957年にかけては、NBCの女性向け1時間番組『ホーム』で司会者兼編集長を務めたが、これは放送ネットワークの社長であるパット・ウィーバーが同ネットワークの『トゥデイ』や『ザ・トゥナイト・ショー』を補完するために考案したものである。『ニューズウィーク』誌はフランシスを「テレビ界のファーストレディ」として表紙に掲載した。

### 映画
ハリウッド映画にも数本出演し、『モルグ街の殺人』（1932年）では、ベラ・ルゴシが演じるマッドサイエンティストの餌食になる通行人の役でデビューした。フランシスは回想録の中で、当時、演技の経験は通っていた修道院の学校で小さなシェークスピア作品に出演したことしかなかったのに、この映画に出演したと語っている。1948年、アーサー・ミラーの戯曲『みんな我が子』の映画化作品でエドワード・G・ロビンソンと共演した。
1960年代には3本の映画に出演した。ビリー・ワイルダー監督による、ミュンヘンで撮影された『ワン・ツー・スリー』（1961年）では、ジェームズ・キャグニーが演じる主人公の妻を演じている。1963年の『スリル・オブ・イット・オール』では、ジェームズ・ガーナーと共演した。1968年には、舞台で何度か演じたことのある『ローラ』のテレビ版に出演した。最後の映画出演は、ワイルダー監督の『悲愁』（1978年）だった。

### その他の業績
1978年、フランシスは長年の友人であるフローレンス・ローマとの共著で自叙伝"Arlene Francis: A Memoir"（アルレーン・フランシス: 回想録）を執筆した。1960年に"That Certain Something: The Magic of Charm"、1961年に料理本"No Time for Cooking"を執筆した。
1980年から1982年までピーボディ賞の審査委員を務めた。

## 私生活
フランシスは2度結婚している。1935年にパラマウント映画の重役だったニール・アグニューと結婚したが、1945年に離婚した。
翌1946年に、俳優でプロデューサーのマーティン・ガベルと結婚し、1986年に死別した。ガベルは『ホワッツ・マイ・ライン』のゲストパネラーとしてよく出演し、番組内でも愛称で呼び合っていた。
マーティンとの間には息子ピーター・ガベルがいる。ピーターは1947年1月28日生まれの法学者で、サンフランシスコのニュー・カレッジ・オブ・カリフォルニアの教授であり、ユダヤ人コミュニティ向けの雑誌『ティックーン』の副編集長を務めていた。1964年のニューヨーク万国博覧会でツアーガイドとして働いていた時に『ホワッツ・マイ・ライン』のゲストとして出演し、母を驚かせた。
フランシスは、夫から贈られたハート型のダイヤモンド・ペンダントを常に身につけていることで知られており、『ホワッツ・マイ・ライン』の出演時にもほぼ全ての場面で身につけていた。1988年にニューヨークのタクシーを降りる際、強盗にこのペンダントを奪われた。
1963年5月26日、ロングアイランドの劇場から『ホワッツ・マイ・ライン』の生中継が行われるマンハッタンのスタジオまで一人で車を運転しているときに交通事故に遭った。フランシスの車が追突され、それによって濡れた路面で車が横滑りし、高速道路のコンクリートの仕切りを飛び越えて、5人の乗客を乗せた車と衝突し、そのうちの1人が死亡した。フランシスは、鎖骨が折れ、脳震盪を起こし、多くの傷や痣を作った。

## 死去
フランシスは、2001年5月31日、アルツハイマー病と癌により、カリフォルニア州サンフランシスコで93歳で亡くなった。遺体はペンシルバニア州トレヴォースのルーズベルト・メモリアル・パークに埋葬された。

## 著書
- Francis, Arlene (1978). Arlene Francis: A Memoir. with Florence Rome. New York: Simon & Schuster. ISBN 978-0671228088